# Sieklówka Dolna
Sieklówka Dolna – zniesiona wieś w Polsce, od 1992 stanowi wschodnią część wsi Sieklówka w województwie podkarpackim, w powiecie jasielskim, w gminie Kołaczyce.

## Historia
Pod zaborem austriackim Sieklówka Dolna stanowiła gminę jednostkową w powiecie Frysztak w cyrkule jasielskim, liczącą w 1854 roku 424 mieszkańców.
W Polsce Sieklówka Dolna stanowiła gminę w powiecie jasielskim w województwie krakowskim, liczącą w 1921 roku 632 mieszkańców.
W latach 1954–1960 znajdowała się w gromadzie Sieklówka Górna.
1 stycznia 1991 Sieklówkę Dolną połączono z Sieklówką Górną, tworząc w ten sposób wieś Sieklówkę. 